# Custodio Dos Reis
Custodio Dos Reis (Rabat, 30 de novembro de 1922 - 26 de novembro de 1959) foi um ciclista marroquino, profissional entre 1946 e 1947 e entre 1949 e 1956. O seu único sucesso destacado foi a vitória numa etapa do Tour de France de 1950.
Esteve a ponto de converter-se no primeiro africano a ganhar uma etapa no Tour de France, mas um únicio dia antes o argelino Marcel Molinès conseguiu impor na meta de Nimes, privando a Custodio da dita honra.

## Vida
Custódio dos Reis nascera em Rabat, no dia 30 de Novembro de 1922, ao tempo em que Marrocos era um protectorado francês.
Era filho de portugueses, algarvios, entretanto emigrados para Marrocos. Chegou a representar o Sporting, na época de 1946-47, ganhando quatro etapas da Volta a Portugal de 1946 e três na de 1947, tendo vencido também o Circuito de Torres Vedras em 1946.
Mas, decididamente, optara pela nacionalidade francesa. Aliás, entrou na Volta a França com a camisola da equipa de Marrocos e concluiria o resto da sua carreira em equipas francesas como a Peugeot, a Ruche e a Royal Codrix.

## Palmarés
1950
- 1 etapa do Tour de France

1951
- 2 etapas da Volta a Marrocos

### Resultados no Tour de France
- 1949: 54º da classificação geral.
- 1950: 26º da classificação geral. Vencedor de uma etapa.

## Equipas
- Sporting (1946-1947)
- Peugeot-Dunlop (1949-1950)
- Ruche-Dunlop (1950)
- Peugeot-Dunlop (1951-1953)
- Royal Condrix (1954)
- Independente (1955)
- Indaucho (1956)